# Departament de Río Negro
Río Negro (en castellà i oficialment Departamento de Río Negro) és un departament de l'oest de l'Uruguai. Limita al nord amb el departament de Paysandú, a l'est amb el de Tacuarembó, al sud-est amb el de Durazno, al sud amb el de Soriano i a l'oest amb la província argentina d'Entre Ríos, mitjançant el riu Uruguai, el qual representa el límit oficial.
Amb una superfície de 9.282 km², és el dotzè departament més extens del país. Va ser creat per decret del parlament el 1880, a partir de la porció meridional del departament de Paysandú. La capital departamental és la ciutat de Fray Bentos – situada 309 km al nord-oest de Montevideo–, amb una població de 23.122 habitants (2004).
El 2010, ocupava la vuitena posició dins de l'Uruguai pel que fa a l'Índex de Desenvolupament Humà, amb 0,753 punts, una xifra comparable amb la de països com Aràbia Saudita. També, segons les dades del cens del 2004, Río Negro tenia 53.989 habitants, essent, per tant, un dels tres departaments menys poblats del país al costat de Flores i de Treinta y Tres.
Els actuals símbols de Río Negro – la bandera i l'escut d'armes – representen la ramaderia i l'explotació càrnia, especialment important a Fray Bentos, l'agricultura i el litoral fluvial. El lema departamental – en castellà – és «Somos industria y riqueza».

## Etimologia
El nom del departament deriva del curs fluvial del mateix nom, el Río Negro, el qual divideix l'Uruguai en dues parts. És un dels rius més importants del país.

## Història

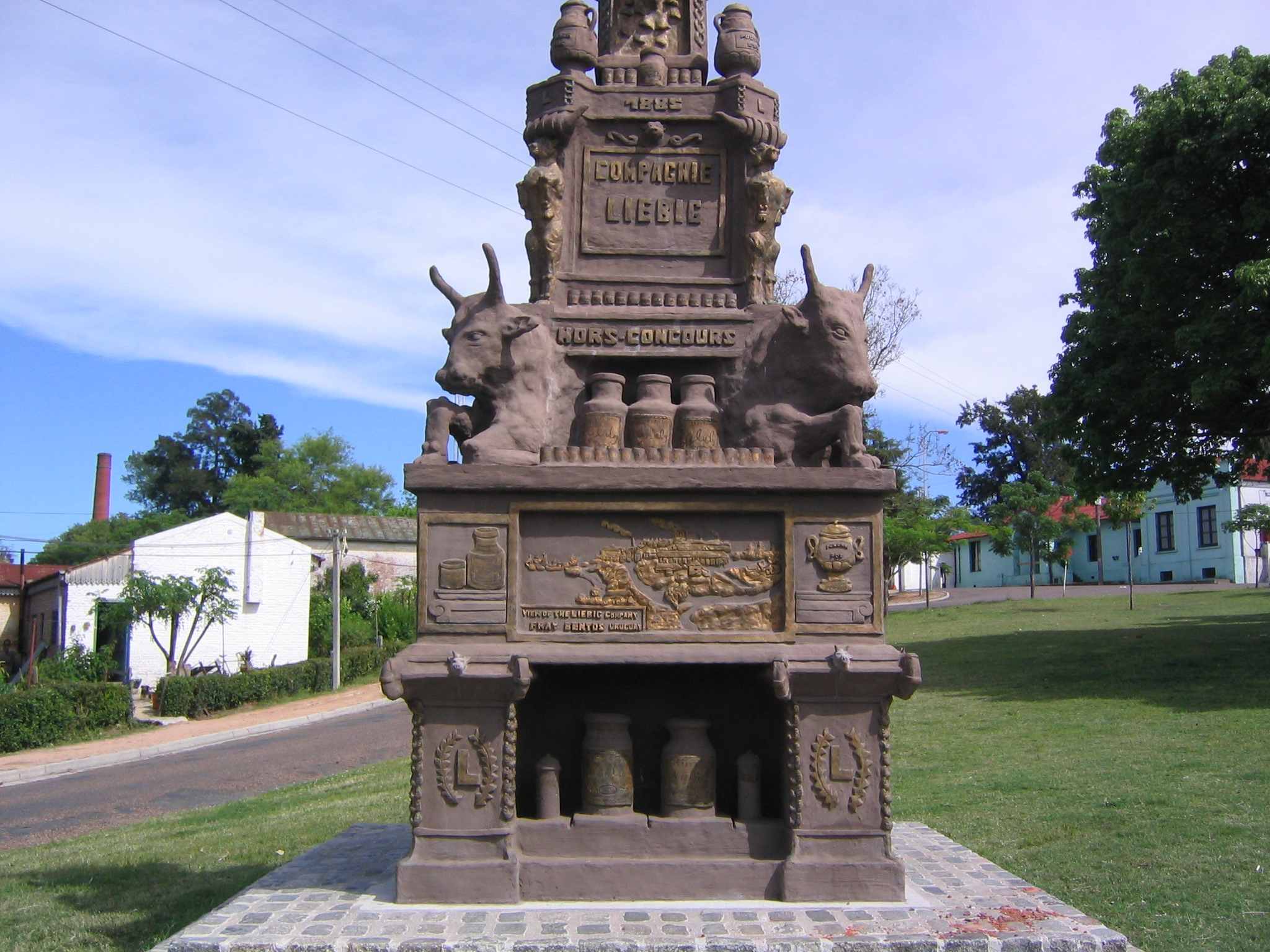
Antiga indústria càrnia alemanya (1885) a Fray Bentos, avui convertida en un museu.

El departament de Río Negro va ser creat per llei el 20 de març de 1880. Abans de 1880 el seu territori era part del departament de Paysandú.
Río Negro és encara un departament dedicat a la ramaderia i a les activitats rurals. No obstant això, al llarg del segle xx el departament va viure un procés ràpid d'industrialització sobre el litoral, més especialment sobre la capital, la ciutat de Fray Bentos. Indústries càrnies angleses van començar a treballar en fàbriques de Fray Bentos.
El departament, a més, va rebre col·lectius d'immigrants europeus, destacant els russos, els britànics i els alemanys. Els municipis i pobles de San Javier (rus: Сан-Хавьер), Gartental i Nuevo Berlín – antigament Nuevo Melhem – són testimoni del patrimoni cultural europeu de Río Negro.

## Geografia
El Río Negro s'ubica al sud d'aquest departament, marcant el límit entre aquest departament i els departaments de Durazno i Soriano. Els rierols més importants del departament són el Tres Árboles, l'Arroyo Grande, el Don Esteban i l'Arroyo Negro, sent els tres primers afluents del ja esmentat Río Negro.
El departament en té dues elevacions muntanyoses conegudes localment com a cuchillas, de les quals la més important és la Cuchilla de Haedo que va del nord-est al sud-oest del departament. La segona en importància és la Cuchilla de Navarro.

## Economia
L'agricultura és la principal font d'indústria de la part oest del departament. Els principals productes són: lli, gira-sol, blat, blat de moro, cereals, raïms i altres cultius.
La meitat oriental del departament té moltes pastures que produeixen part del seu PIB. Entre les seves principals indústries es troben la vinícola i la lletera. El departament també té un port fluvial localitzat a Fray Bentos.
El turisme està guanyant importància en el departament, especialment a les zones termals a la zona de Las Cañas.

### Botnia

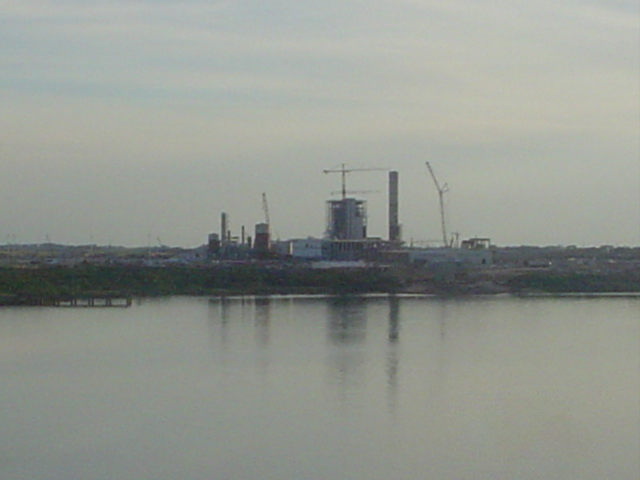
Planta de cel·lulosa a Fray Bentos.

Una filial de la societat anònima finlandesa Botnia va construir una gran planta de cel·lulosa a Fray Bentos per produir polpa d'eucaliptus blanquejada. La inversió en el projecte és d'aproximadament 1.000 milions de dòlars americans i la fàbrica té un personal de més de 8.000 persones.
El projecte, tanmateix, va rebre una dura oposició. El 30 d'abril de 2005 al voltant de 40.000 entrerrians al costat de grups ambientalistes de tots dos països van bloquejar un pont internacional i van exigir que el govern argentí intercedís davant de l'uruguaià perquè detingués la construcció de la planta al·legant que contaminaria greument el riu Uruguai. El 20 de desembre de 2005 un estudi del Banc Mundial va concloure que la planta no tindria un impacte negatiu en el medi ambient o el turisme de cap dels dos països, tanmateix, això no va ser acceptat pels grups ambientalistes, qui van bloquejar novament el pont (bloquejant parcialment també el pont proper a Paysandú) moltes vegades durant un període de tres anys.
El govern uruguaià, en conseqüència, va demandar l'Argentina davant de la Cort Internacional de Justícia de la Haia per permetre que els seus ciutadans bloquegessin el pont binacional que uneix la ciutat argentina de Gualeguaychú amb Fray Bentos. El conflicte acabaria dos anys més tard amb una resolució de La Haia i una investigació duta a terme per científics estrangers neutrals, qui determinarien que la planta no era contaminant. Tot i així, La Haia va recomanar el govern uruguaià que la propera vegada negociés amb l'Argentina l'obertura d'un projecte que afecti aigües de sobirania compartida.

## Demografia

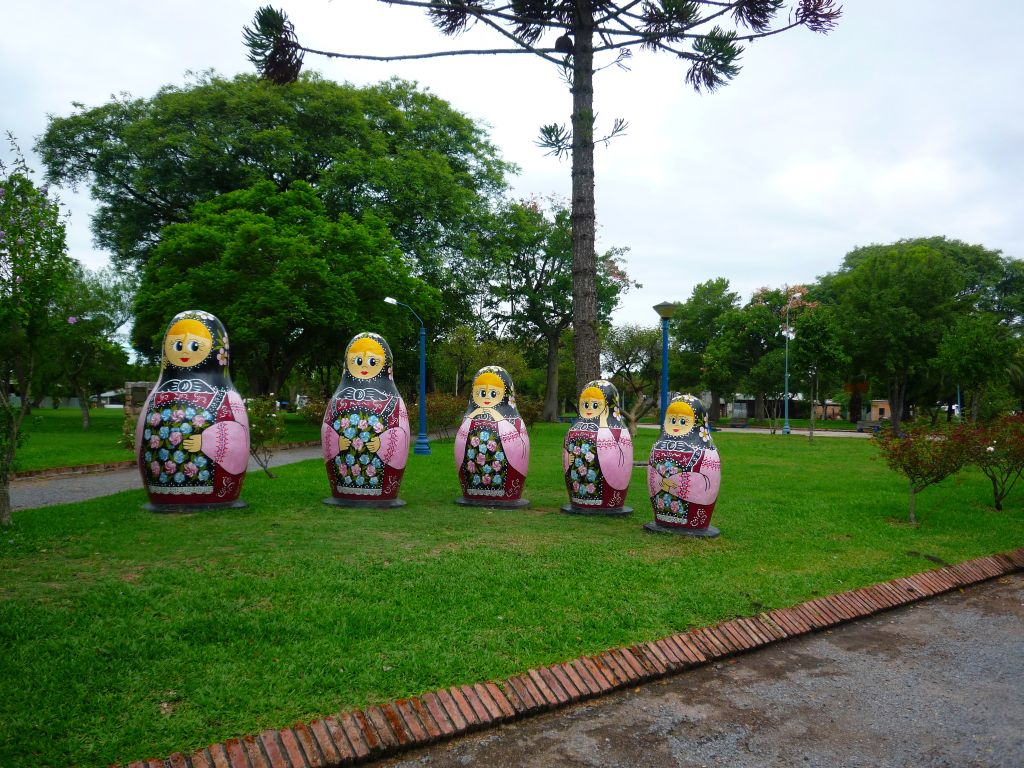
Homenatge als immigrants russos de San Javier, Río Negro.

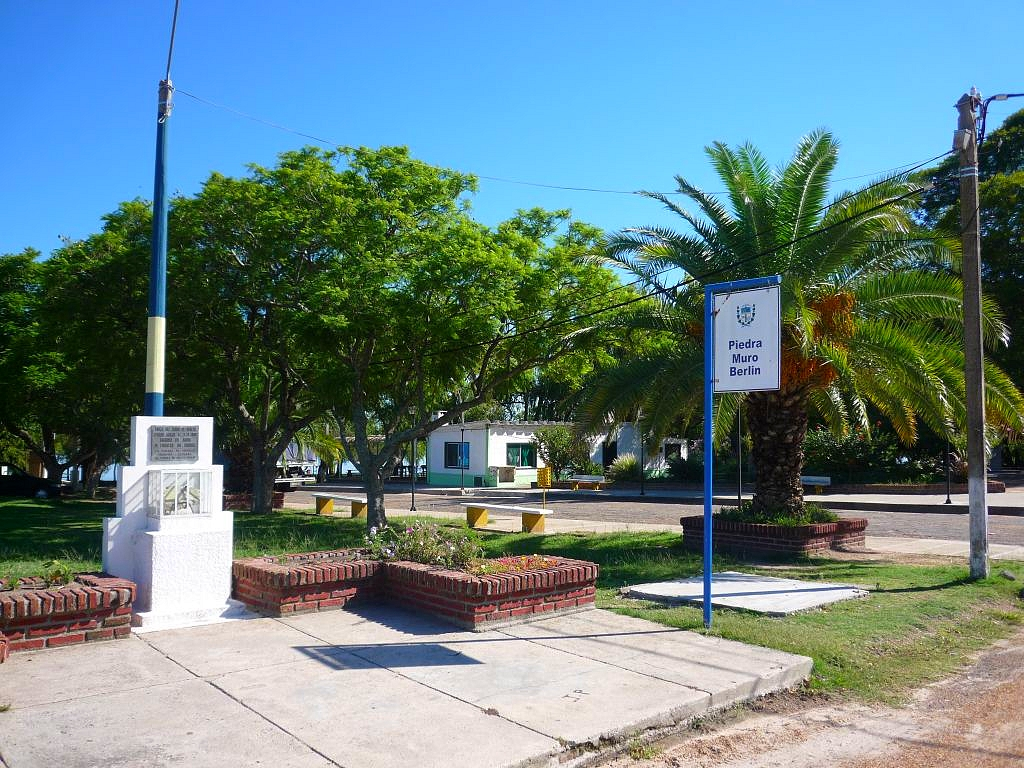
Placa commemorativa del mur de Berlín, Nuevo Berlín.

Segons les dades del cens de 2004, Río Negro tenia 53.989 habitants i 15.786 habitatges. La mitjana de membres familiars per habitatge era de 3,3. Per cada 100 dones, hi havia 105,2 homes.
- Taxa de creixement poblacional: 0,509% (2004)
- Taxa de natalitat: 17,91 naixements/1.000 persones (2004)
- Taxa de mortalitat: 7,95 morts/1.000 persones
- Mitjana d'edat: 29,3 (29,0 homes, 29,7 dones)
- Esperança de vida (2004):
  - Total: 75,97 anys
  - Homes: 72,52 anys
  - Dones: 79,56 anys
- Mitjana familiar: 2,60 fills/dona
- Ingrés per capita (ciutats amb 5.000 habitants o més): 3.521,1 pesos/mes

### Principals centres urbans
(Pobles o ciutats amb una població de 1.000 o més persones - dades del cens de l'any 2004 (font: Institut Nacional d'Estadística de l'Uruguai), almenys que s'indiqui una data diferent.)
| Ciutat/Poble | Població |
| ------------ | -------- |
| Fray Bentos  | 23.122   |
| Nuevo Berlín | 2.438    |
| San Javier   | 1.680    |
| Young        | 15.759   |

### Altres centres poblats
- Algorta (Uruguai)
- Beisso
- Bellaco
- Caraballo
- Menafra
- Paso de los Mellizos
- Sarandí de Navarro
- Villa General Borges

## Transport
Río Negro és un departament fronterer i una de les principals vies d'accés terrestre a l'Uruguai des de l'Argentina. Té nombrosos ports sobre el riu Uruguai.
La principal autovia del departament és la ruta nacional 3, la qual connecta San José de Mayo, al sud, amb la ciutat de Bella Unión, a l'extrem nord del país.

## Govern
L'actual intendent del departament de Río Negro és Omar Lafluf (Partit Nacional).

## Fills il·lustres
- Juan José Crottogini Darré, metge i polític.
- Federico Elduayen, futbolista.
- Carlos Fischer, polític.
- Walter Pelletti, futbolista.
- Vladimir Roslik Bichkov, metge i polític.
- Guillermo Stirling, polític i exministre.